# Эрбан, Роберт
Ро́берт Э́рбан (словац. Róbert Erban; род. 9 июля 1972, Пьештяни, Трнавский край) — словацкий гребец-байдарочник, выступал за сборные Чехословакии и Словакии в начале 1990-х — середине 2000-х годов. Участник четырёх летних Олимпийских игр, чемпион мира, трёхкратный чемпион Европы, победитель многих регат национального и международного значения.

## Биография
Роберт Эрбан родился 9 июля 1972 года в городе Пьештяни Трнавского края. Активно заниматься греблей начал в раннем детстве, проходил подготовку в Братиславе в столичном одноимённом спортивном клубе «Братислава».
Первого серьёзного успеха на взрослом международном уровне добился в 1991 году, когда попал в основной состав чехословацкой национальной сборной и побывал на чемпионате мира в Париже, откуда привёз награду бронзового достоинства, выигранную в паре с Юраем Каднаром в зачёте двухместных байдарок на дистанции 10000 метров. Благодаря череде удачных выступлений удостоился права защищать честь страны на летних Олимпийских играх 1992 года в Барселоне — в одиночках на тысяче метрах и в двойках с Каднаром на пятистах метрах сумел дойти только до стадии полуфиналов, тогда как в километровой гонке четвёрок показал в финале четвёртый результат, немного не дотянув до призовых позиций.
После распада Чехословакии Эрбан присоединился к словацкой национальной сборной и продолжил принимать участие в крупнейших международных регатах. Так, будучи одним из лидеров гребной команды Словакии, он благополучно прошёл квалификацию на Олимпийские игры 1996 года в Атланте — существенного успеха здесь, тем не менее, не добился, в одиночках на пятистах метрах финишировал в решающем заезде восьмым, в то время как на тысяче метрах остановился в полуфинале. В 2000 году выиграл серебряную медаль на чемпионате Европы в польской Познани и отправился представлять страну на Олимпиаде в Сиднее, где дошёл до полуфинала в одиночках на дистанции 500 метров и занял четвёртое место в четвёрках на дистанции 1000 метров.
В 2002 году Эрбан получил серебро на европейском первенстве в венгерском Сегеде, в программе двухместных байдарок на километровой дистанции. Позже прошёл отбор на Олимпийские игры 2004 года в Афинах — стартовал в одиночках на километре, но сумел дойти только до полуфинала.
Вернувшись с афинской Олимпиады, несмотря на солидный возраст, Роберт Эрбан остался в основном составе словацкой национальной сборной и продолжил участвовать в престижных мировых регатах. В 2005 году он получил серебряную и золотую медали на чемпионате Европы в Познани, в четвёрках на пятистах и тысяче метрах соответственно, а затем добавил в послужной список две серебряные награды с чемпионата мира в хорватском Загребе. В следующем сезоне в тех же дисциплинах одержал победу на европейском первенстве в чешском Рачице и выиграл полукилометровую гонку четвёрок на мировом первенстве в Сегеде. Вскоре по окончании этих соревнований принял решение завершить карьеру профессионального спортсмена, уступив место в сборной молодым словацким гребцам.